# Shūshin koyō
Shūshin koyō (終身雇用) est le terme japonais désignant l'emploi à vie au Japon. Il s'agit d'une pratique très commune dans les grandes entreprises japonaises à partir des premiers succès économiques des années 1920 en passant par le miracle économique japonais jusqu'à l'éclatement de la bulle spéculative japonaise.

## Histoire
Le shūshin koyō commence par un événement appelé recrutement groupé de nouveaux diplômés au cours duquel un grand nombre de diplômés universitaires entrent tous à la fois dans une société. Cela donne aux travailleurs japonais le sentiment important de la sécurité d'emploi dans le cadre de la culture d'entreprise au Japon qui, à son tour, entraîne une grande loyauté à l'entreprise. Une forte demande pour les rares ingénieurs disponibles contraint les entreprises à s'attacher les services de ces employés. L'effondrement de la bulle spéculative japonaise et la crise (« décennie perdue ») des années 1990 qui s'ensuit n'affaiblit pas cette pratique.
À la suite des réformes de l'administration de Junichiro Koizumi, l'emploi à vie est maintenant rare. Les politiques néo-libérales entraînent des privatisations massives, le licenciement des anciens travailleurs devenus trop chers et la montée du travail à temps partiel. En raison de la longue récession et de la crise financière mondiale débutant en 2007, de nombreuses entreprises ont mis fin à la pratique du shūshin koyō et ont commencé à mettre en œuvre de nombreux licenciements collectifs. Ainsi la sécurité de l'emploi de l'époque de shūshin koyō a-t-elle disparu.